# ژانگ لی (بازیکن تنیس روی میز)
ژانگ لی (انگلیسی: Zhang Li؛ زادهٔ  ۳ مه ۱۹۵۱ - درگذشته ۱۳ فوریهٔ ۲۰۱۹) یک بازیکن تنیس روی میز اهل جمهوری خلق چین بود که در مسابقات کشوری و بین‌المللی در مجموع برنده ۷ مدال طلا، ۸ مدال نقره، ۵ مدال برنز شد.